# نوشین معراجی
نوشین معراجی (زاده ۱۲ اسفند ۱۳۵۹) سینماگر ایرانی است. 
او که زاده  تنکابن است کلاس فیلمسازی را در انجمن سینمای جوانان ایران گذراند و از سال ۱۳۸۳ به فیلمسازی پرداخت. فیلم‌های او در جشنواره‌های بین‌المللی فیلم به نمایش درآمده‌اند. فیلم پسر به کارگردانی او در بیست و هفتمین جشنواره بین‌المللی فیلم لیستاپاد بلاروس موفق به دریافت جایزه بهترین فیلم بخش سینمای جوان و در چهل و سومین دوره جشنواره بین‌المللی فیلم مسکو جایزه فدراسیون کلوب سینمایی روسیه در بخش مسابقه اصلی این دوره را به دست آورد.
اظهارات معراجی در جشنواره فیلم فجر در سال ۱۴۰۰ مجادله برانگیز شد و اعتراض امامان جمعه ایران را برانگیخت. او در پاسخ به پرسشی گفت از دید او، عشقی که بین دو شحصیت فیلم نمور وجود دارد به قدری محترم است که فرزند این زوج فارغ از این که صیغه محرمیت خوانده شده بود یا نه، حلال‌زاده است.

## فیلم‌شناسی
- نمور به عنوان نویسنده
- پسر به عنوان نویسنده نویسنده و کارگردان[۶]
- برادر به عنوان نویسنده کارگردان[۷]
- سایه روباه به عنوان نویسنده نویسنده و کارگردان[۸]
- رد پا به عنوان نویسنده نویسنده و کارگردان[۹]
- درمانده به عنوان نویسنده کارگردان[۱۰]